# 横山乡 (会理县)
横山乡，是中华人民共和国四川省凉山彝族自治州會理縣下辖的一个鄉。
2014年，橫山鄉被撤銷，所轄馬頸村、磨房村、石壩村、老村、麂子村劃入内东乡，茅草村、岩峰村、馬莊村劃入外北乡。